# Partito Liberale Democratico dell'Uzbekistan
Il Partito Liberale Democratico dell'Uzbekistan (in uzbeco Oʻzbekiston Liberal Demokratik Partiyasi - OʻzLiDeP) è un partito politico uzbeko fondato nel 2003 da Islom Karimov, allora Presidente della Repubblica.

## Loghi

Fino al 2021
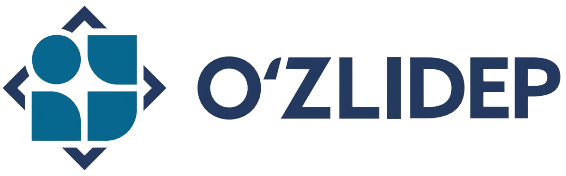
Dal 2021

## Risultati elettorali
| Elezione             | Seggi    |
| -------------------- | -------- |
| Parlamentari 2004-05 | 41 / 120 |
| Parlamentari 2009-10 | 53 / 135 |
| Parlamentari 2014-15 | 52 / 150 |
| Parlamentari 2019-20 | 53 / 150 |

| Elezione           | Candidato          | Voti       | %     | Esito  |
| ------------------ | ------------------ | ---------- | ----- | ------ |
| Presidenziali 2007 | Islom Karimov      | 13.008.357 | 90,76 | Eletto |
| Presidenziali 2015 | Islom Karimov      | 17.122.577 | 90,39 | Eletto |
| Presidenziali 2016 | Shavkat Mirziyoyev | 15.906.724 | 88,61 | Eletto |
| Presidenziali 2021 | Shavkat Mirziyoyev | 12.988.964 | 80,31 | Eletto |